# 給人名請地
給人名請地（きゅうにんなうけち）とは、江戸時代に諸藩の武士が兵農分離以前から自己で保有していた農地を自らの所領の一部に組み込んだ土地のこと。家中手作地（かちゅうてづくりち）とも。
こうした形態には2つのケースがあり、地方知行を受ける者が自らの知行地の一部として届け出て実際の経営は奉公人や小作人に耕作させてその年貢と自らの俸禄を相殺させるケース（藩中央への年貢や諸役は軽減される）と蔵米知行を受ける者が生活のために農地を確保して耕作を行い年貢を納めた上でその差額を確保して収入の不足を補うケースがあった。元禄年間に編纂された『土芥寇讎記』には、下級藩士の耕作（手作り）が藩財政に寄与している部分を評価している。